# 航空宇宙技術研究所
航空宇宙技術研究所（NAL），成立於1955年7月。最初名為航空技術研究所，1963年成立太空航空技術部門後改為現名。 自成立以來，一直致力於飛機、火箭及其他航空運輸系統的研究，以及周邊技術。 NAL參與了自主ALFLEX飛機的開發以及取消的HOPE-X太空飛機計劃。
NAL還致力於開發和改進大型測試設施，並使其對相關組織開放，旨在提升這些設施的測試技術。
NAL自1960年代開始使用電腦進行數據處理。它開始致力於開發超級計算機和數值模擬技術，以執行全尺度的數字模擬。NAL與富士通合作開發了Numerical Wind Tunnel平行超級計算機系統，該系統於1993年投入運營。從1993年到1995年，它是世界上最強大的超級計算機之一，在1997年前三強之列。它在運營後使用了9年。
2003年10月1日，NAL專注於下一代航空的研究與開發，與宇宙科学研究所（ISAS）及宇宙開發事業團（NASDA）合併成立了獨立行政法人宇宙航空研究開發機構（JAXA）。